# Frontera entre l'Índia i Maldives
La frontera entre l'Índia i Maldives és totalment marítima i es troba a Oceà Índic. Es té en compte no només la proximitat entre les Maldives i la península índia del Dècan (nord-est de les Maldives), sinó també l'estat indi de Lakshadweep (Laquedives al nord de les Maldives).
Després de definir el trifini el juliol de 1976 amb Sri Lanka, es va formalitzar un tractat bilateral amb un segment de demarcació de 20 punts:
- Punt T 04°47'04"N 77°01'40"E
- Punt 1 04°52'15" 76°56'48"
- Punt 2 05°05'35" 76°43'15"
- Punt 3 05°13'56" 76°36'48"
- Punt 4 06°28'14" 75°41'34"
- Punt 5 06°33'21" 75°38'31"
- Punt 6 06°51'06" 75°25'46"
- Punt 7 07°15'27" 75°16'19"
- Punt 8 07°24'00" 75°12'06"
- Punt 9 07°25'19" 75°11'18"
- Punt 10 07°51'30" 74°56'09"
- Punt 11 07°48'30" 74°29'45"
- Punt 12 07°41'50" 73°38'34"
- Punt 13 07°39'02" 73°19'38"
- Punt 14 07°40'52" 73°03'23"
- Punt 15 07°42'19" 72°49'30"
- Punt 16 07°42'54" 72°42'26"
- Punt 17 07°49'05" 72°03'45"
- Punt 18 08°05'38" 70°15'08"
- Punt 19 07°57'27" 69°35'45